# Archidiecezja Botucatu
Archidiecezja Botucatu (łac. Archidioecesis Botucatuensis) – archidiecezja Kościoła rzymskokatolickiego w Brazylii. Należy do metropolii Botucatu, wchodzi w skład regionu kościelnego Sul 1. Została erygowana przez papieża Piusa X bullą Dioecesium nimiam amplitudinem w dniu 7 czerwca 1908.
19 kwietnia 1958 papież Pius XII utworzył metropolię Botucatu podnosząc diecezję do rangi archidiecezji.

## Główne świątynie
- Archikatedra: Bazylika archikatedralna św. Anny w Botucatu